# 東野絢香
東野 絢香（ひがしの あやか、1997年11月9日 - ）は、日本の女優。
大阪府出身。トライストーン・エンタテイメント所属。

## 略歴
幼少より家ではずっとテレビを観ているテレビっ子でドラマや映画に親しみ、8歳で女優を目指す。高校時代には高校卒業資格が得られる専修学校に通って演技を学び、3年時に新人発掘のため来校したスタッフから受けた分析・助言が的確だったことから、18歳で単身上京し木村文乃らが輩出したトライストーン・エンタテイメント運営の俳優養成所・トライストーン・アクティングラボ（TSAL）に入所する。レッスンに加えて舞台・CMへの出演を通じて演技を磨き、在籍中の2018年に映像産業振興機構（VIPO）主催のアクターズセミナー賞にて有望な役者の卵に贈られる優秀賞を受賞する。
2019年6月よりトライストーン・エンタテイメントに所属。TSAL在籍中より舞台中心に活動し、同年の劇団イキウメ『獣の柱』、劇団□字ック『掬う』などの作品に客演。一方で遠方の家族になかなか観てもらえないと映像作品のオーディションにも挑戦し、同年11月放送の『猪又進と8人の喪女〜私の初めてもらってください〜』（関西テレビ）にオーディションを経て第3話メインゲストとして出演し、テレビドラマに初出演。
2020年には、同年度後期放送の『おちょやん』に抜擢されNHK連続テレビ小説に出演。
2021年10月期『じゃない方の彼女』（テレビ東京）で地上波連続ドラマ初レギュラー出演。
2022年7月期『六本木クラス』（テレビ朝日）の第2話・第4話に出演し、ゴールデンプライムタイム連続ドラマ初出演。

## 人物
身長は170cm、靴のサイズは24cm。
特技は関西弁、ピアノ。
趣味は麻雀、料理。麻雀は複雑でさまざまな美学があり「人間性が手牌に出て、人を知ることができるので、すごく興味深い」と語る。
一人っ子。
もともと映画が好きで、「大好きな監督の映画に出ることができたら幸せ」と語る。「絢香」の名のごとく「香りあふれる」女優を目指し、憧れの女優に「色気、人間味があり、『香り』を感じる方」として安藤サクラの名を挙げる。

## 出演

### 舞台
- トライストーン・アクティングラボ
  - 『創る奴ら』（2017年3月2日 - 3月5日、劇場MOMO）
  - 『遠い空の下』（2017年8月4日 - 8月6日、中目黒キンケロ・シアター）
  - 『公務員ドリーム』（2018年3月15日 - 3月18日、劇場MOMO）
- 劇団ガバメンツ『ハイヤーズ・ハイ』（2018年1月12日 - 1月14日、HEP HALL）
- PU-PU-Girls『女子高』（2018年6月29日 - 7月8日、ウッディシアター中目黒）
- カタルシツ『CO.JP』（2018年12月19日 - 12月28日、SuperDeluxe）
- イキウメ『獣の柱』（2019年5月14日 - 6月9日、シアタートラム ほか） - 益子真知子/神崎恵 役[7]
- □字ック『掬う』（2019年11月9日 - 11月17日、シアタートラム ほか） - 花音 役[8]
- 『リボルバー～誰が【ゴッホ】を撃ち抜いたんだ？～』（2021年7月10日 - 8月15日）
- 温暖化の秋 -hot autumn-（2022年11月13日 - 27日、KAAT神奈川芸術劇場 ほか）

### テレビドラマ
- 猪又進と8人の喪女〜私の初めてもらってください〜 第3話（2019年11月8日、関西テレビ / 2020年2月3日、BSフジ） - 神宮寺紫音 役[10]
- 夜がどれほど暗くても（2020年11月22日 - 12月13日、WOWOW） - 岩田真帆 役
- 連続テレビ小説 おちょやん（2020年11月30日 - 2021年5月14日、NHK総合） - 岡田みつえ 役[11][12][13]
- じゃない方の彼女（2021年10月11日 - 12月27日、テレビ東京） - 橋本彩菜 役[14]
- メンタル強め美女白川さん（2022年4月7日 - 6月23日、テレビ東京 / 7月22日 - 10月7日、BSテレ東） - 朝比奈林檎 役[16]
- 六本木クラス 第2話・第4話（2022年7月14日・28日、テレビ朝日） - 佐伯瑠衣 役
- PICU 小児集中治療室（2022年10月10日 - 12月19日、フジテレビ） - 林遥香 役[17]
- 三千円の使いかた 第5話（2023年2月4日、東海テレビ・フジテレビ） - れな 役
- CODE-願いの代償- 第1話・第5話（2023年7月2日・30日、読売テレビ・日本テレビ） - 石原宏美 役
- 春になったら 第5話・第6話（2024年2月12日・19日、関西テレビ・フジテレビ） - 白井美緒 役
- JKと六法全書（2024年4月19日 - 6月7日、テレビ朝日） - 森田あおい 役[18]
- GO HOME〜警視庁身元不明人相談室〜 第3話（2024年7月27日、日本テレビ） - 田中美江 役[19]
- 未来の私にブッかまされる!?（2024年10月7日 - 11月28日 、NHK総合） - ブレーン 役[20]
- 民王R 第3話（2024年11月5日、テレビ朝日） - 早瀬夏菜子 役[21]
- アンサンブル（2025年1月18日 - 3月22日、日本テレビ） - 星野藍 役[22]
- 大河ドラマ べらぼう〜蔦重栄華乃夢噺〜 第3回（2025年1月19日、NHK） - 志津山 役[23]

### 映画
- 正欲（2023年11月10日） - 神戸八重子 役[24][25]
- ゴーストキラー（2025年4月11日公開） - 飯田マホ 役[26]
- でっちあげ〜殺人教師と呼ばれた男（2025年6月27日） - 戸川 役[27]

### ラジオドラマ
- 特集オーディオドラマ （NHK-FM）
  - 『うつくしい靴』（2024年12月21日） - 冬月歩稀 役[28]

### CM
- ファミリーマート 「チキンベル奏者の崩壊」篇（2018年11月 - ）[29]

## 受賞歴
- 2018年 アクターズセミナー賞 優秀賞[2]